# II. Paszebahaenniut
II. Paszebahaemniut (uralkodói nevén Titheperuré vagy Tyetheperré, görögösen Pszuszennész (ógörögül:  Ψουσέννης), Kr. e. 943) ókori egyiptomi fáraó Kr. e. 967-től haláláig.

## Élete
Nem lehet kideríteni, hogy Sziamon fia volt-e, vagy azonos a Paszebahaenniut nevű thébai főpappal. Vele ért véget a XXI. dinasztia uralma, és a líbiai katonai arisztokrácia, mely átvette az egyiptomi nyelvet és kultúrát – de megőrizte törzsi hagyományait és részben szervezetét – erősebbnek bizonyult a királyi háznál.
I. Sesonk követte a trónon.